# Ronald L. Meek
Ronald Lindley Meek (* 27. Juli 1917 in Wellington, Neuseeland; † 18. August 1978) war ein vom Marxismus beeinflusster politischer Ökonom und Soziologe, der besonders bekannt ist für seine Studien über die klassische politische Ökonomie und die Arbeitswerttheorie.
Meek wurde in Wellington geboren, wo er die Schule besuchte und ab Mitte der 1930er Jahre an der Victoria University of Wellington zuerst Recht und dann Ökonomie studierte. Zu dieser Zeit begann er ein Interesse für die Theorien von Karl Marx und linke Politik zu entwickeln. Seine erste größere Schrift von 1943 widmete sich den Maori Problems Today, die von der Kommunistischen Partei Neuseelands vernachlässigt wurden. 1946 ging Meek nach Cambridge, England, wo er sein Doktorstudium unter Piero Sraffa und Maurice Dobb begann. 1948 ging er nach Glasgow, Schottland, wo er an der Universität Lektor für politische Ökonomie wurde und 1949 seine Doktorarbeit beendete (The development of the concept of surplus in economic thought from Mun to Mill). Seine erste große Arbeit, Studies in the Labour Theory of Value, wurde 1956 publiziert. Im selben Jahr verließ er die Communist Party of Great Britain aufgrund der Kontroversen um den Stalinismus. 1963 ging er an die University of Leicester. Meek veröffentlichte zahlreiche Bücher und Artikel über klassische politische Ökonomie, Marxistische Wirtschaftstheorie und Sraffas Wirtschaftstheorie, sowie in anderen Themenbereichen.

## Werke
- Studies in the Labor Theory of Value, 1956
- The Economics of Physiocracy: Essays and Translations, 1962
- Hill-walking in Arran, 1963
- The rise and fall of the concept of the economic machine, 1965
- Economics and Ideology and Other Essays, 1967
- Marx and Engels on the population bomb (Marx und Engels über Malthus. Werk- und Briefauszüge gegen die Theorien von Thomas Robert Malthus. Herausgegeben und eingeleitet von Ronald L. Meek. Dietz Verlag, Berlin 1956).
- Figuring out society, 1971
- Quesnay's Tableau Economique, 1972 (mit Marguerite Kuczynski)
- Turgot on Progress, Sociology and Economics, 1973
- Precursors of Adam Smith, 1973
- Social Science and the Ignoble Savage, 1976
- Smith, Marx and After: Ten Essays in the Development of Economic Thought, 1977.
- Adam Smith: Lectures in Jurisprudence, 1978 (Hg. mit D.D. Raphael & R.P. Stein)
- Matrices and society (with Ian Bradley). Princeton: Princeton University Press, 1987.

## Ausgewählte Artikel
- "The Rehabilitation of Ricardo", The Listener, 4 Oct 1951
- "New Light on the Labour Theory of Value", The Listener, 7 Aug 1952
- The Scottish Contribution to Marxist Sociology", 1954, in Saville, editor, Democracy and the Labour Movement
- "Adam Smith and the Classical Concept of Profits", June 1954, Scottish Journal of Political Economy
- "The Decline of Ricardian Economics in England", 1950, Economica
- "Stalin as an Economist", 1953, RES
- "Smith, Turgot and the Four Stages Theory", 1971, History of Political Economy 1971
- "Marxism and Marginalism", History of Political Economy 1972
- "The Falling Rate of Profit", 1976, in Howard and King, editor, Economics of Marx

| Personendaten    | Personendaten                             |
| ---------------- | ----------------------------------------- |
| NAME             | Meek, Ronald L.                           |
| ALTERNATIVNAMEN  | Meek, Ronald Lindley (vollständiger Name) |
| KURZBESCHREIBUNG | neuseeländischer Ökonom                   |
| GEBURTSDATUM     | 27. Juli 1917                             |
| GEBURTSORT       | Wellington                                |
| STERBEDATUM      | 18. August 1978                           |